# Magallanes Szent Kristóf
Magallanes Szent Kristóf (spanyolul: Cristóbal Magallanes Jara) (Totatiche, Jalisco, Mexikó, 1869. július 30. – Colotlán, Jalisco, Mexikó, 1927. május 25.) 24 társával együtt szentté avatott mexikói plébános, a Plutarco Elías Calles mexikói miniszterelnök nevéhez köthető katolikusellenes egyházüldözés áldozata.

## Élete
Cristóbal Magallanes Jara, Totatiche-ben született 1869. július 30-án, Rafael Magallanes Romero és Clara Jara Sanchez gyermekeként. Iskolái elvégzése után rövid ideig szüleinek segített a földműves tevékenységben, majd 19 évesen beiratkozott a guadalajarai San José Zsinati Szeminárium papnevelő intézetbe. Pappá szentelése után szülővárosában lett plébános. Részt vett a helyi iskola megalapításában, valamint a város melletti gát megépítésében. Különös gondja volt a rózsafüzér imádság terjesztésére, a papi hivatások ébresztésére és a misszióra – a környéken élő huichol indiánok között is hirdette az evangéliumot. Amikor a kormány bezáratta az egyházmegye szemináriumát, a plébániáján nyitott papneveldét.

## Vértanúsága
A Plutarco Elías Calles vezette kormány intézkedései nyomán az 1920-as évektől a mexikói egyház üldözést szenvedett. A törvények nyíltan vallás-, illetve katolikusellenesek voltak. XI. Piusz pápa körlevelekben fejezte ki tiltakozását a mexikói egyházüldözés miatt. A lakosság több alkalommal is fellázadt a kormány ellen; a felkelések között a Cristero-háború – más néven a Cristiada – követelte a legtöbb áldozatot. A pápa 1925-ben bevezette Krisztus király ünnepét, a felkelők innen kapták a nevüket: cristero, azaz Krisztus katonája. Az első összecsapásra 1926-ban került sor, amikor négyszáz fegyveres keresztény elbarikádozta magát a Guadelupe-i Szűzanya templomában.
Kristóf több alkalommal is felszólalt a béke mellett, de kormány tiltása ellenére szentmisét mutatott be, ezért letartóztatták, és tárgyalás nélkül elítélték. Káplánjával, Caloca Ágostonnal együtt végezték ki 1927 májusában. Utolsó szavaival káplánját biztatta: "Állj csak nyugodtan, fiam, egy pillanat, s azután az égben leszünk". Majd a kivégzőosztaghoz fordulva kiáltotta: "Ártatlanul halok meg, és kérem Istent, hogy vérem szolgálja mexikói testvéreim egységét!"
II. János Pál pápa 24 társával együtt 2000. május 21-én szentté avatta.

## Mexikói vértanúk listája
Magallanes Szent Kristóf mellett II. János Pál pápa 24 főt avatott boldoggá, majd később szentté, akik a mexikói háború alatt 1915 és 1937 között veszítették életüket. Ünnepüket Magallanes Szent Kristóffal egy napon, május 21-én tartjuk:
(halál időpontja, helye, név (születési adat), foglalkozás)
- 1915. január 30.: Guadalajarában Galván Bermudes Dávid (*Guadalajara, Jalisco áll., 1881. I. 29.) pap, tanár
- 1926. augusztus 15.: Chalchihuitesben Batis Sáinz Lajos (*San Miguel Mezquital, Zacatecas áll., 1870. IX. 13.) plébános
- 1926. augusztus 15.: Chalchihuitesben Morales Emmánuel (*Mesillas, Zacatecas áll., 1898. II. 8.) családos munkásember
- 1926. augusztus 15.: Chalchihuitesben Roldán Lara Dávid (*Chalchihuites, Zacatecas áll., 1902. III. 2.) munkás
- 1926. augusztus 15.: Chalchihuitesben Lara Puente Szalvátor (*Berlín, Durango áll., 1905. VIII. 13.) munkás
- 1927. január 27.: Tamazulitában Sánchez Delgadillo Januárius (*Zapopan, Jalisco áll., 1886. IX. 19) kihelyezett lelkész
- 1927. február 6.: Durangóban Correa Megallanes Máté (*Tepechitlán, Zacatecas áll., 1866. VII. 23.) plébános
- 1927. március 30.: San Juilánban Alvarez Mendoza Gyula (*Guadalajara, Jalisco áll., 1866. XII. 20.) plébános
- 1927. április 12.: San José Vistahermosában Uribe Velasco Dávid (*Buenavista de Cuéllar, Guerrero áll., 1889. XII. 29.) plébános
- 1927. április 13.: Tototlánban Reyes Salazar Szabbasz (*Cocula, Jalisco áll., 1883. XII. 5.) káplán
- 1927. április 21.: Teocaltichében Adame Rosales Román (*Teocaltiche, Jalisco áll., 1859. II. 27.) plébános
- 1927. május 25.: Colotlánban Magallanes Jara Kristóf (*Totaltiche, 1869. VII. 30.) plébános
- 1927. május 25.: Colotlánban Caloca Cortés Ágoston (*San Juan Bautista de Teúl, Zacatecas áll., 1898. V. 5.) káplán
- 1927. június 21.: Matatlánban Flores Varela József Erzsébet (*Santa María de la Paz, Zacatecas áll., 1866. XII. 28.) lelkipásztor
- 1927. június 26.: Quila közelében Robles Hurtado József Mária (*Mascota, Jalisco áll., 1888. V. 3.) plébános
- 1927. augusztus 27.: Colimában De La Mora Mihály (*Tecalitlán, Jalisco áll., 1878. VI. 19.) káplán
- 1927. október 28.: Ejutlában Aguilar Aleman Rodrigo (*Sayula, Jalisco áll., 1875. III. 13.) plébános, költő
- 1927. november 12.: Tulimánban Flores García Margaritus (*Taxco, Guerrero áll., 1899. II. 22.) plébános
- 1927. november 22.: San Juan de los Lagosban Esqueda Ramírez Péter (*San Juan de los Lagos, Jalisco áll., 1887. IV. 29.) káplán
- 1928. február 5.: Valtierrillában Méndez Montoya Jézus (*Tarímbaro, Michoacán áll., 1880. VI. 10.) káplán
- 1928. február 25.: Aguascalientesben Romo González Turibius (*Santa Ana de Guadalupe, Jalisco áll., 1900. IV. 16.) káplán
- 1928. július 1.: Rancho de las Crucesban Orona Madrigal Jusztin (*Atoyac, Jalisco áll., 1877. IV. 14.) plébános
- 1928. július 1.: Rancho de las Crucesban Cruz Alvarado Attila (*Ahuetita de Abajo, Jalisco áll., 1901. X. 5.) káplán
- 1928. október 5.: Tepatitlánban Ubiarco Robles Trankvillusz (*Zapotlán el Grande, Jalisco áll., 1899. VII. 8.) káplán
- 1937. február 11.: Santa Isabellában Maldonado Lucero Péter (*Chihuahua, Chihuahua áll., 1892. VI. 15.) plébános

## Fordítás
- Ez a szócikk részben vagy egészben  a   Cristóbal Magallanes Jara című angol Wikipédia-szócikk fordításán alapul.  Az eredeti cikk szerkesztőit annak laptörténete sorolja fel. Ez a jelzés csupán a megfogalmazás eredetét és a szerzői jogokat jelzi, nem szolgál a cikkben szereplő információk forrásmegjelöléseként.